# Тепеуанские языки
Тепеуанские языки (Hamasipini, Tepehua) — диалектный континуум в Мексике, распространённый в целом ряде центральных штатов среди народа тепеуа. Тепеуа является месоамериканским языком и показывает черты отношения его к Месоамериканскому языковому союзу. Наряду с другими 62 языками он признаётся статутным правом Мексики как официальный язык Федерального Округа Мехико и других административных подразделений, в которых на нём говорят, наравне с испанским.
Взаимопонятность Между уэуэтланским и писафлоресским в лучшем случае невелика — 60 %-70 % схожести (в зависимости от направления[что?]). У тлачичилькского, однако, схожесть с другими значительно ниже, что составляет примерно 40 % или меньше.

## Морфология
Тепеуа является агглютинативным языком, где используется комплекс суффиксов для разного назначения с несколькими морфемами, соединёнными вместе.
| Язык                  | Код ISO | Где говорят                                                                               | Число носителей   |
| --------------------- | ------- | ----------------------------------------------------------------------------------------- | ----------------- |
| Уэуэтланский тепеуа   | tee     | Северо-восток Идальго, Уэуэтла, половина в городе муниципалитета Мекалапа в штате Пуэбла. | 3,000 (1982 SIL)  |
| Писафлоресский тепеуа | tpp     | Вокруг города муниципалитета Писафлорес штата Веракрус                                    | 4,000 (1990).     |
| Тлачичилькский тепеуа | tpt     | Тлачичилько, штат Веракрус                                                                | 3,000 (1990 SIL). |